# Criminalità

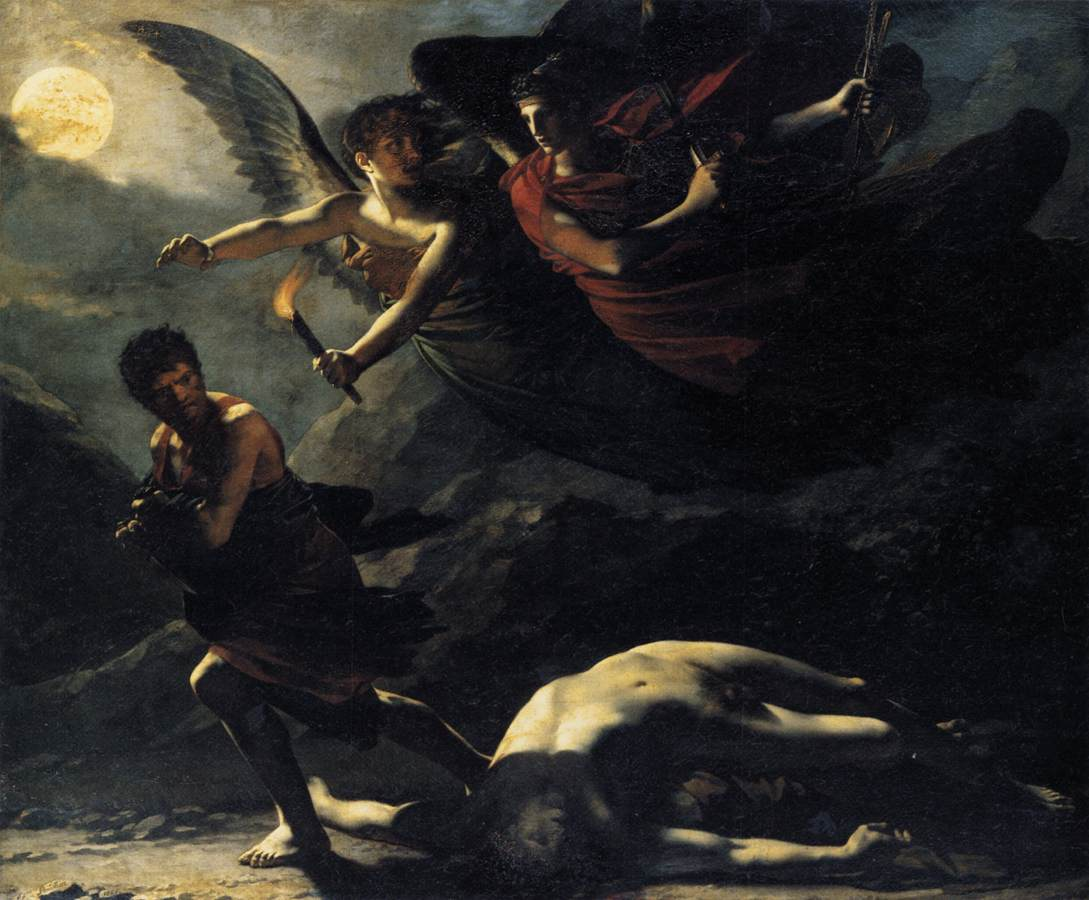
Diche, dea della giustizia, e Nemesi, dea della vendetta, inseguono il responsabile di un omicidio. Pierre Paul Prud'hon, 1808

La criminalità è un tipo di attività umana in cui si manifestano violazioni di regole o leggi per le quali un'autorità costituita (tramite meccanismi come i sistemi giuridici) può in ultima analisi prescrivere una pena. Quando l'attività criminale vede la partecipazione di più persone in gruppi organizzati e più o meno articolati, si parla di criminalità organizzata.

## Etimologia
La parola "criminalità" deriva dalla radice latina crimen, criminis, derivante a sua volta dal verbo cerno, cernis, crevi, cretum, cernere (letteralmente "cernere", "passare al setaccio" quindi "scegliere", "decidere", "dare un giudizio, una decisione giudiziaria"). Crimen passò a significare "accusa" e infine, metonimicamente, "criminale", ossia il soggetto autore della violazione di cui è accusato. Il verbo latino cerno-is deriva dalla stessa radice da cui il verbo greco antico krino (κρίνω).

## Caratteristiche
Con criminalità si intendono tutte le manifestazioni ed i fenomeni che hanno ad oggetto azioni dette "criminali". Viene definita "criminale" un'azione che prevede la violazione di una regola o di una legge all'interno di un sistema giuridico costituito. Secondo la Treccani, la criminalità è il "complesso di azioni volte alla commissione di reati, considerate in rapporto alla natura e ai caratteri dei delitti, oppure alla loro quantità, e anche l'insieme dei criminali".
Per tali violazioni, definibili come crimini o reati, possono essere prescritte pene detentive, pene pecuniarie o altre forme correttive o preventive al fine di mantenere l'ordine sociale. Le persone responsabili di tali violazioni possono anche non essere punite affatto a seconda della giurisdizione o della particolare condizionale sociale in cui esse sono avvenute. Le singole società umane possono infatti definire la violazione di una legge o un determinato comportamento antisociale in modo diverso; un'azione o un comportamento possono essere o non essere considerati reati a seconda delle località in cui sono avvenuti, o della fase dell'azione considerata criminale (dalla progettazione alla divulgazione della stessa, l'attività può risultare solo intenzionale o incompleta e può non essere punibile), alle particolari condizioni di chi ha portato avanti l'azione o l'attività (che possono pesare più o meno sull'eventuale applicazione della pena a seconda delle varie culture, società o momenti storici). Ad esempio la violazione di un contratto o altre violazioni inerenti al diritto civile possono essere considerate "reati" o "infrazioni". Le società moderne in generale distinguono i reati, intesi come offese contro il pubblico o lo Stato, dagli illeciti (torti nei confronti di privati che possono dare origine ad una causa civile).
Qualora i provvedimenti o le sanzioni di tipo informale non siano sufficienti a stabilire o a mantenere un determinato ordine sociale, un governo o uno stato possono imporre più formali o rigorosi sistemi di controllo sociale. Con i meccanismi istituzionali e legali a loro disposizione, agenti per conto dello Stato possono obbligare i membri delle comunità o delle popolazioni a conformarsi a determinati codici e possono scegliere di punire o tentare di riformare coloro che non si conformano. Le autorità utilizzano vari meccanismi per regolare (incoraggiando o scoraggiando) determinati comportamenti in generale. Istituzioni a base governativa o amministrativa possono, ad esempio, codificare le regole comuni in leggi, rendere alcuni membri della comunità (o esterni ad essa) agenti di polizia o di sicurezza al fine di assicurare che il resto dei membri si conformino a tali leggi, e mettere in atto politiche e pratiche, prescritte dai legislatori o dagli amministratori, che hanno l'obiettivo di scoraggiare o prevenire la criminalità. 
Inoltre, le autorità forniscono rimedi e sanzioni con fine correttivo e collettivamente queste modalità costituiscono il sistema penale. Le sanzioni variano ampiamente a seconda della gravità del reato o dell'infrazione commessa e possono includere, per esempio, una pena detentiva di carattere temporaneo volta a riformare il comportamento del condannato. I codici penali di alcune giurisdizioni si riservano sanzioni che si rivelano dure punizioni permanenti: mutilazioni, pena di morte o l'ergastolo. Di solito è una persona fisica che perpetra il reato, ma anche le persone giuridiche possono essere considerate responsabili della commissione di un crimine. Il sociologo Richard Quinney ha scritto sul rapporto tra società e criminalità, che "la criminalità è un fenomeno sociale", e viene concepita sia dalle azioni commesse che infrangono regole comuni sia da come la comunità percepisce tali azioni, sulla base di norme sociali, etiche o culturali.

### Sociologia
Una definizione normativa vede la criminalità come un comportamento deviante che viola norme culturali che prescrivono le modalità tramite le quali gli esseri umani dovrebbero comportarsi normalmente. Questo approccio considera le realtà complesse che circondano il concetto di criminalità e cerca di capire come i cambiamenti sociali, politici, psicologici ed economici possono influenzare le mutevoli definizioni di criminalità e la forma delle risposte a livello legale e penale della società.
Questi tentativi definitori rimangono fluidi e spesso controversi. Ad esempio, con un cambiamento delle culture e dei contesti politici, le società possono criminalizzare o depenalizzare certi comportamenti, il che influisce, oltre che su una eventuale definizione normativa, anche sulle statistiche dei tassi di criminalità, sull'allocazione delle risorse per l'applicazione della legge o per la prevenzione, e, in ultima analisi, sull'opinione pubblica generale riguardo al fenomeno.